# Río Salazar
El río Salazar (Zaraitzu en euskera) es un curso de agua del norte de España, principal afluente del Irati. Discurre por Navarra y da nombre al valle de Salazar. 

## Curso
Se forma junto a la localidad de Ochagavía, por la confluencia de los ríos Zatoia y Anduña. Se caracteriza por ser un río angosto, sin afluentes importantes, por lo cual la nieve y lluvia son fundamentales. Sin embargo, a pesar de su angostura y pequeña longitud, logra atravesar la Foz de Arbayún, imponente cañón, a su paso por las cercanías de Lumbier. 
En sus 34 km aproximados de longitud, el río Salazar pasa por el centro de las localidades de Ochagavía, Escároz, Oronz, Esparza de Salazar, Ibilcieta, Iciz, Sarriés, Güesa, Gallués, Uscarrés, Ustés, Navascués y Lumbier.
Destaca la pesca truchera y se encuentra en medio de una zona con fauna preservada. Es el principal abastecedor de aguas de riego y de pesca para las localidades del valle de Salazar. Esto ha llevado a la construcción de pequeñas presas de abastecimiento a lo largo del río, que además sirven de atracción a las truchas.
Su curso presenta diferentes curvas, seguido por carreteras navarras y pueblos. Su aspecto, es angosto y caudaloso. Desemboca en el río Irati aguas abajo de la localidad de Lumbier. 